# Liam Smith (Boxer)
Liam Mark Smith (* 27. Juli 1988 in Liverpool, Merseyside, Vereinigtes Königreich) ist ein britischer Profiboxer und ehemaliger WBO-Weltmeister im Halbmittelgewicht. Seine Brüder Callum, Stephen und Paul sind ebenfalls Profiboxer.

## Boxkarriere
Liam Smith begann 2002 im Alter von 14 Jahren beim Rotunda ABC in Liverpool mit dem Boxsport. Sein größter Erfolg als Amateur war der Gewinn der Englischen Meisterschaft 2008 im Halbweltergewicht.
Noch im Jahr 2008 wechselte er in das Profilager und wurde vom britischen Promoter Frank Warren unter Vertrag genommen, sein Management wurde von MTK Global übernommen. Sein Trainer wurde Joe Gallagher.
Er blieb in 21 Kämpfen ungeschlagen und wurde dabei Britischer Meister (2 Titelverteidigungen), Commonwealth-Meister, WBA-Continental-Champion und WBO-Intercontinental-Champion.
Am 10. Oktober 2015 gewann er den vakanten WBO-Weltmeistertitel im Halbmittelgewicht. Er besiegte dabei in Manchester den US-Amerikaner John Thompson durch TKO in der siebenten Runde. Im Dezember 2015 verteidigte er den Titel ebenfalls durch TKO in der siebenten Runde gegen seinen Landsmann Kilrain Kelly und im Juni 2016 durch KO in der zweiten Runde gegen den Montenegriner Predrag Radošević.
Am 17. September 2016 verlor er seinen Titel durch KO in der neunten Runde an den Mexikaner Saúl Álvarez, nachdem er bereits in den Runden sieben und acht Niederschläge hinnehmen musste.
Durch zwei Siege gegen seinen Landsmann Liam Williams 2017, erkämpfte er sich ein erneutes WM-Herausforderungsrecht um den WBO-Titel und traf dabei am 21. Juli 2018 auf den mexikanischen Titelträger Jaime Munguía, dem er einstimmig nach Punkten unterlag.
2019 wurde er von Eddie Hearn unter Vertrag genommen und siegte jeweils gegen Sam Eggington, Mario Lozano und Roberto Garcia, während er 2020 keinen Kampf bestritt. Im Mai 2021 verlor er nach Punkten gegen den Russen Magomed Kurbanow.
Im Oktober 2021 besiegte er seinen Landsmann Anthony Fowler und wurde dadurch WBA-International-Champion. Im April 2022 folgte ein Sieg durch TKO in der zehnten Runde gegen Jessie Vargas und der Gewinn der WBO-Intercontinental-Championship.
Am 21. Januar 2023 gewann er durch TKO in der vierten Runde gegen Chris Eubank junior. Den Rückkampf am 2. September 2023 verlor er jedoch selbst durch TKO in Runde 10.